# Maggie Shipstead
Maggie Shipstead (1983, Mission Viejo, Califórna), é uma escritora americana de romances, contos, ensaios e literatura de viagem. É a autora de Seating Arrangements (2012), Os últimos preparativos (2014), O grande círculo: O destino de duas mulheres colide ao longo dos séculos (2021) e a coleção de contos You Have a Friend in 10A (2022). Ela cresceu em Mission Viejo, Califórnia, e atualmente vive em Los Angeles, Califórnia.
Shipstead frequentou a Universidade de Harvard, e obteve o grau de Master of Fine Arts na Iowa Writers' Workshop. Também recebeu uma bolsa Stegner, e ao término dela publicou seu primeiro romance, Seating Arrangements, em 2012. O livro conta a história de um fim de semana de casamento, em uma ilha fictícia e endinheirada da Nova Inglaterra, e foi aclamado pela crítica. O New York Times o descreveu como um "romance de estreia inteligente e espumoso". A obra ainda foi laureada com o Los Angeles Times Book Prize de primeira ficção, e o Dylan Thomas Prize.
Seu segundo romance, Os últimos preparativos (2014), abrange três décadas de intriga e romance no mundo do balé, se iniciando em 1977. O livro obteve críticas mistas. O New York Times o descreveu como "nada excepcional, subserviente ao ímpeto do enredo esquemático de Shipstead". Já o The Guardian o elogiou, pela "escrita ágil que mal perde o ritmo, qualquer implausibilidade do enredo é amplamente compensada por sua abordagem séria, de uma devoção ao esforço artístico que atravessa gerações e cativa indivíduos opostos".
Em 2021, Shipstead publicou seu terceiro romance, O grande círculo: O destino de duas mulheres colide ao longo dos séculos, que foi muito bem recebido pela crítica. O Washington Post o descreveu como "uma crescente obra de ficção histórica sobre uma 'pilota' em meados do século 20". O livro foi indicado para o Prêmio Booker, de 2021, e para o Prêmio Feminino de Ficção, de 2022. A trama retrata uma aviadora destemida, Marian Graves, que luta para romper as normas sexistas da aviação entre os anos de 1910 a 1950. Foi escolhido pela Picturestart, no verão de 2021, para o desenvolvimento de um programa de televisão, com, tendo Shipstead como produtora executiva.
Em 2022, Shipstead lançou a coleção de contos You Have a Friend in 10A . Alguns dos contos foram publicados, anteriormente, em jornais como Tin House e o Virginia Quarterly Review, na década de 2010. Embora muitas das dez histórias tenham sido elogiadas, alguns resenhistas classificaram o livro como inconsistente: ao mesmo tempo que o New York elogiou a escrita de "La Moretta" como um destaque, também observou que outras histórias pareciam "claramente inacabadas".
Shipstead também passa muito tempo viajando pelo mundo, e é uma célebre ensaísta e escritora de literatura de viagens. Ela também escreveu para revistas e jornais, incluindo Condé Nast Traveler, The New York Times e Departures.